# Hans Landis
Hans Landis (* um 1543 in Horgen, Kanton Zürich; † 30. September 1614 in Zürich) war täuferischer Lehrer und Prediger aus Horgen im Kanton Zürich. Hans Landis war der letzte Täufer, der in Zürich seines Glaubens wegen hingerichtet wurde.

## Leben
Hans Landis war verheiratet mit Margarete Hochstrasser, mit der er mehrere Kinder hatte. Bereits 1608 als Täufer verhaftet, konnte jedoch am 31. Dezember im gleichen Jahr fliehen und kehrte in seinen Heimatort Horgen zurück. Bürgermeister Hans Rudolf Rahn und Antistes Breitinger luden Hans Landis und andere Vertreter der Täuferbewegung im Januar und Februar 1613 für zwei Glaubensdisputationen auf Schloss Wädenswil vor. Im Anschluss an die Disputationen wurde Landis zum zweiten Mal zusammen mit fünf weiteren Täufer festgenommen. Eine angebotene Emigration lehnte Landis ab und sollte daraufhin für sechs Jahre die oft tödlich endende Galeerenstrafe in Frankreich antreten. Am 14. August wurde er nach Solothurn verbracht. Nachdem ihm zur Flucht verholfen worden war, kehrte er nach Hause zurück. Bereits im Dezember 1613 wurde er aufs Neue festgenommen. Im Gefängnis konnte Landis noch Briefe an Freunde und seine Frau schreiben, in denen er unter anderem um eine Ausgabe des Glaubensbekenntnisses des ebenfalls hingerichteten Mennoniten Thomas von Imbroich bat.
Am 29. September 1614 wurde Landis schließlich mit einer Stimmenmehrheit von 59 Prozent des Großen Zürcher Rates zum Tod durch das Schwert verurteilt. Eine beachtliche Minderheit lehnte die Todesstrafe also ab. Vollstreckt wurde das Urteil am folgenden Tag auf dem Zürcher Fischmarkt. Der Henker führte dabei sein Schwert unter Tränen. A Hans Landis war der letzte Täufer, welcher in Zürich für seinen Glauben hingerichtet wurde.

«Ich weiss nüt fil me zuo sägen, dan ich möchte allen mänschen gunen, das sy zuo erkantnus iren sünden kemind und büsstendind, das sy möchtid sälig werden, das möchte allen mänschen guonen.»

Die Stadt konfiszierte seinen Besitz und bestellte 1615 seine Frau Margarete nach Zürich, wo die 60-jährige Witwe im Rathaus gefangen genommen wurde. Man beschloss sie im Spital festzusetzen in der Erwartung, dass sie ihren Sinn ändern würde.

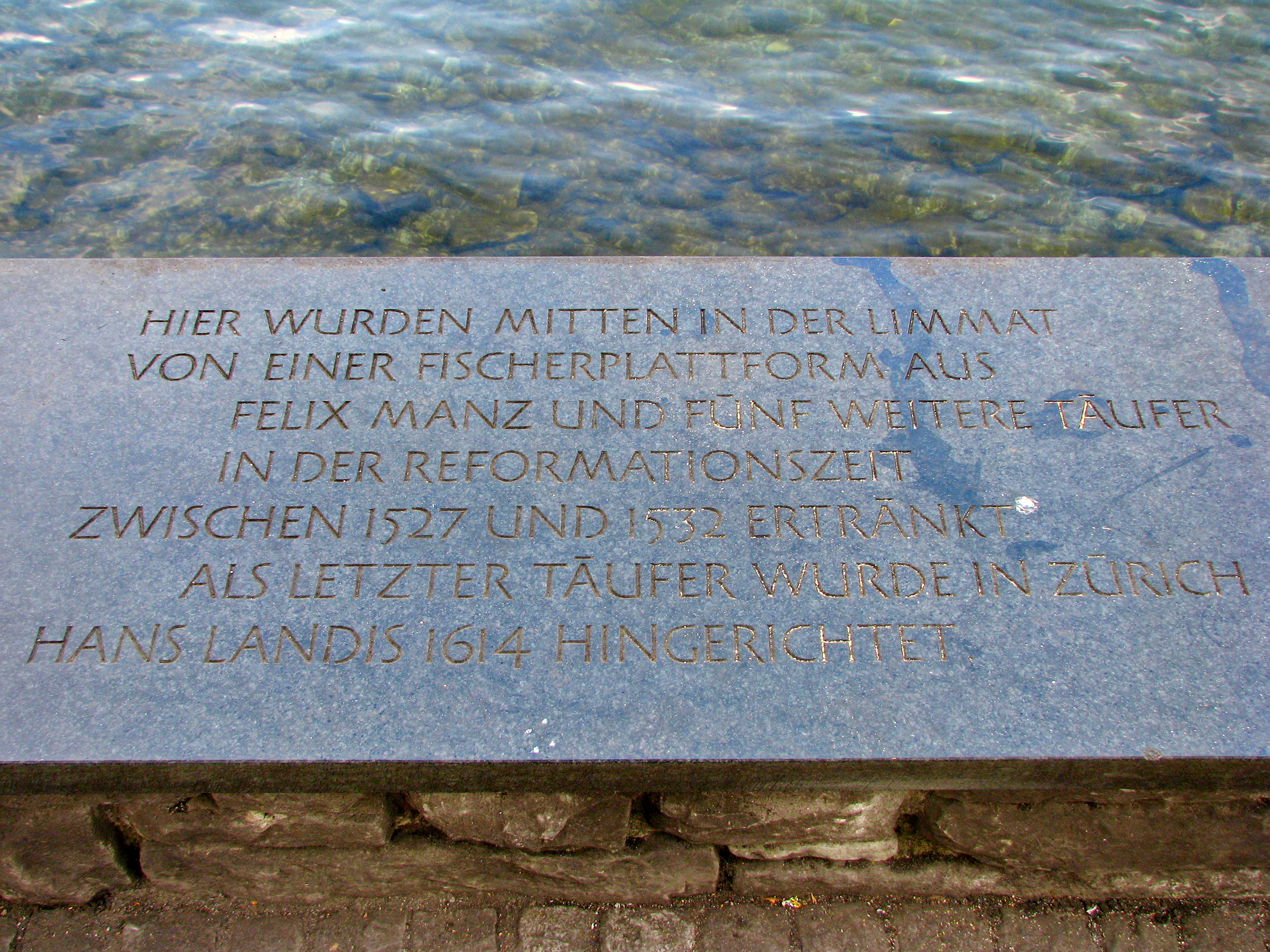
Gedenktafel an der Ufermauer der Schipfe

Heute erinnert eine Gedenktafel an der Limmat in Zürich an ihn und andere hingerichtete Täufer wie Felix Manz. In Anwesenheit von Stadtrat Robert Neukomm erfolgte am 7. Juli 2004 anlässlich des Begegnungstags der reformierten Kirchen und Täufer die Einweihung einer schwarzen Basaltplatte an der Ufermauer bei der Schipfe: «Hier wurden mitten in der Limmat von einer Fischerplattform aus Felix Manz und fünf weitere Täufer in der Reformationszeit zwischen 1527 und 1532 ertränkt. Als letzter Täufer wurde in Zürich Hans Landis 1614 hingerichtet.»
Das Lied Ich hab ein schön neu Lied gemacht im Ausbund erinnert an sein Martyrium. Auch im Märtyrerspiegel wird er genannt.